# Jamphel Gjaco
Jamphel Gjaco (1758–1804) – był ósmym Dalajlamą Tybetu.
Urodzony w 1758 roku w Lhari Gang (Tob-rgyal Lha-ri Gang) w regionie Górnego Ü-Tsang w południowo-zachodnim Tybecie, jego ojciec Sonam Dhargye i matka Phuntsok Wangmo pochodzili z Kham. Byli dalekimi potomkami Dhrali Tsegyala, który był jednym z głównych bohaterów eposu Gesar.

## Tradycyjna historia
Został eskortowany do Lhasy i intronizowany jako przywódca Tybetańczyków w Pałacu Potala w 7. miesiącu Roku Konia Wodnego (1762), gdy miał pięć lat (cztery według zachodnich szacunków). Ceremonii intronizacji przewodniczył Demo Tulku Jamphel Yeshi, pierwszy z szeregu regentów reprezentujących Dalajlamów, gdy byli nieletni. Ceremonia odbyła się w „Świątyni Poza Umysłem Drugiej Potali”.
Był uczniem Yongtsina Yeshe Gyaltsena, Kushoka Bakuli Rinpocze.
Krajem nadal rządzili regenci aż do Roku Drewnianego Smoka (1784), kiedy to regent został wysłany jako ambasador do Chin, a Dalajlama rządził samodzielnie aż do 1790, kiedy regent powrócił, aby pomóc Jamphelowi Gyatso. W 1788 roku doszło do konfliktu z nepalskimi handlarzami wełną, który doprowadził do potyczki z Gurkhami. W 1790 roku Gurkhowie najechali południowy Tybet i podbili kilka prowincji, w tym Nya-nang i Kyi-drong. Miasto Shigatse i klasztor Tashilhunpo zostały zdobyte i splądrowane, ale Gurkhowie zostali wypędzeni z powrotem do Nepalu w 1791 roku, po wysłaniu wojsk przez dynastię Qing do Tybetu. Traktat pokojowy między dynastią Qing a Gurkhami został zawarty w 1796 roku.

## Park Norbulingka i Pałac Letni oraz inne działania
Zbudował park Norbulingka i Pałac Letni w 1783 roku na obrzeżach Lhasy. Zamówił także dla mieszkańców południowego Tybetu przepiękny miedziany posąg Buddy, który sprowadzono do Indii w latach 60. XX wieku i obecnie znajduje się w Bibliotece Tybetańskich Dzieł i Archiwów w Dharamsali w Indiach.

## Późniejsze życie
„Był osobą łagodną i kontemplacyjną, niezbyt interesującą się sprawami doczesnymi i chociaż dożył 45 lat [44 według zachodnich szacunków], przez większość swojego życia zadowalał się pozwoleniem regentowi na prowadzenie administracji”.
Zmarł w 1804 roku w wieku 47 lat (46 według zachodnich szacunków).